# Kwiecień (film)
Pour les articles homonymes, voir Kwiecień.
Pour plus de détails, voir Fiche technique et Distribution.
Kwiecień est un film de guerre polonais réalisé par Witold Lesiewicz, sorti en 1961. Le film est adapté du roman du même titre de Józef Hen.

## Synopsis
Le film se déroule dans les premiers mois de 1945. Un détachement de la deuxième armée populaire de Pologne se prépare à forcer la rivière Neisse de Lusace. Au cours d'une dispute avec un subordonné, le chef d'escadron lui donne un coup de poing au visage. Le subordonné dénonce son supérieur au procureur de la division.

## Fiche technique
- Titre : Kwiecień
- Titre en anglais : April ou The Last Battle
- Réalisation : Witold Lesiewicz
- Scénario : Józef Hen
- Musique : Tadeusz Baird
- Son : Zbigniew Wolski
- Photographie : Czesław Świrta
- Montage : Jadwiga Zajiček
- Pays :  Pologne
- Langue : polonais
- Genre : Film de guerre, thriller psychologique
- Durée : 92 minutes
- Dates de sortie :
  -  Pologne : 8 novembre 1961
  -  Tchécoslovaquie : 24 mai 1963
  -  Finlande : 17 décembre 1965

## Distribution
- Maria Ciesielska : Wanda Ruszkowska, aide-soignante
- Henryk Bąk : Wacław Czapran, lieutenant-colonel
- Leszek Herdegen : Juliusz Szumibór, porte-étendard
- Piotr Pawłowski : capitaine Tadeusz Hyrny, procureur divisionnaire
- Tadeusz Kondrat : Bogusław Klukwa
- Franciszek Pieczka : tireur Anklewicz
- Jerzy Turek : Jasiek, l'adjudant de Tadeusz Hyrny
- August Kowalczyk : major Lipiec
- Jan Kobuszewski : Paweł, l'adjudant de Wacław Czapran
- Andrzej Krasicki : chapelain
- Krzysztof Kowalewski : Sulikowski
- Jerzy Nowak : facteur
- Jerzy Pichelski : médecin
- Bolesław Płotnicki : major Kozłowski, remplaçant de Wacław Czapran
- Witold Pyrkosz : lieutenant Galicki
- Jolanta Czaplińska : radiotélégraphiste
- Wacław Kowalski : aide-soignant
- Józef Łodyński : soldat escortant Anklewicz
- Adam Perzyk : soldat
- Wojciech Rajewski : Heinrich Dampf, prisonnier de guerre de Bogusław Klukwa
- Stanisław Tym : aide-soignant